# Adréi
Adréi. Revista de Lliteratura fue una revista española en asturiano dedicada a la creación literaria. Publicada en Oviedo (Asturias), fue dirigida por los escritores Xuan Bello y Berta Piñán, que fueron sus fundadores junto a Esther Prieto. Nació en 1986 y se llegaron a editar siete números. Esta publicación convivió con la revista de la Academia de la Llingua Asturiana, Lletres Asturianes. En la última no se producía ningún tipo de selección de la obra que se iba iba a publicar.
El número 5-6, editado en 1990, estuvo dedicado a la poesía catalana e incluía  traducciones al asturiano de poemas de Carles Riba, Josep Vicenç Foix, Joan Salvat-Papasseit, Pere Quart, Salvador Espriu y Vicent Andrés Estellés, entre otros.
Su  primer número se publicó en 1986, mientras que el último, el séptimo se publicó en 1992.
En Adréi convivieron dos tendencias. Por un lado, como revista generacional, vieron la luz trabajos de autores coetáneos con los directores como Antón García, Concha Quintana o Xilbertu Llano. Por otro lado también tuvieron un lugar en la revista autores consagrados como Xuan Xosé Sánchez Vicente, o los vinculados al Conceyu d'Asturies de Madrid como Alfonso Velázquez o Xosé Álvarez, Pin.